# تشارلز جونسون (كرة سلة)
تشارلز جونسون (بالإنجليزية: Charles Johnson)‏ مواليد 31 مارس 1949 في كوربوس كريستي - الوفاة 01 يونيو 2007، كان لاعب كرة سلة أمريكي. بدأ مسيرته الاحترافية في سنة 1972. تم اختياره من قبل فريق غولدن ستايت ووريورز خلال الدرافت. بلغ طوله 6 قدم 0 بوصة (1.8 م). اعتزل اللعب في 1979. فاز بلقب دوري إن بي إيه. لعب مع غولدن ستايت ووريورز وواشنطن ويزاردز.

## روابط خارجية
- تشارلز جونسون على موقع إن بي أي (الإنجليزية)
- تشارلز جونسون على موقع سبورتس رفرنس (الإنجليزية)
- تشارلز جونسون على موقع كلية كرة السلة في سبورتس رفرنس.كوم (الإنجليزية)
- تشارلز جونسون على موقع ريلجم (الإنجليزية)